# Movimento dos Seis Pontos

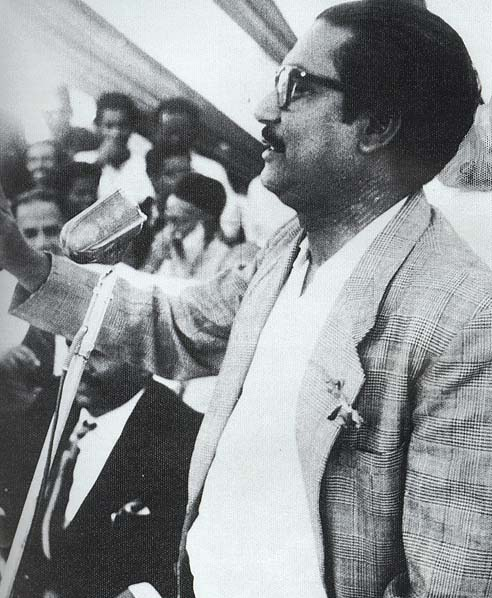
Sheikh Mujibur Rahman anunciando os seis pontos em Lahore

Movimento dos Seis Pontos foi um movimento no Paquistão Oriental, encabeçado por Sheikh Mujibur Rahman, que reivindicava maior autonomia para o Paquistão Oriental. A principal agenda do movimento era a realização das seis demandas apresentadas por uma coalizão de partidos políticos nacionalistas bengalis em 1966 para acabar com o que consideravam ser uma exploração do Paquistão Oriental pelos governantes paquistaneses ocidentais.  É considerado um marco no caminho para a independência de Bangladesh. 